# Poros (furste)

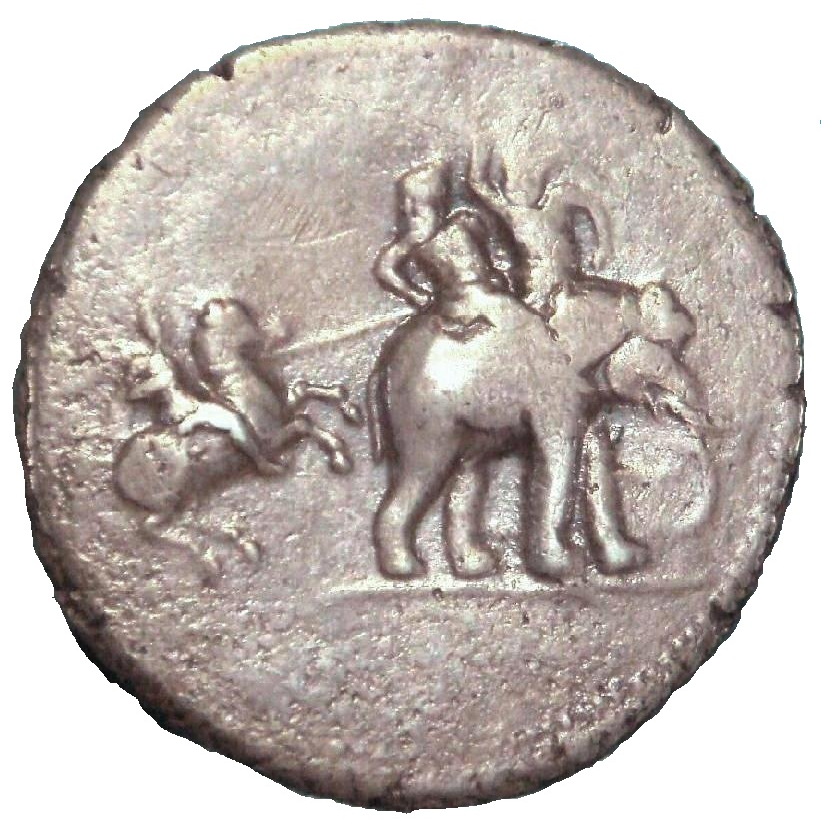
Poros (furste)

Poros, fornindisk kung, vars rike sträckte sig mellan floderna Hydaspes (Jhelum) och Akesines (nu Chenab). 
Han besegrades (326 f.Kr.) av Alexander den store, vilken av aktning för hans personliga egenskaper lät honom behålla sitt rike och till och med utvidgade dess område. Poros var sedan en trogen bundsförvant åt Alexander, men blev försåtligt mördad av den i Indien kvarlämnade makedonske befälhavaren
Evdemos, såvida inte berättelsen härom snarare avser en yngre Poros, brorson till den ovan nämnde.